# Gran Premio de Australia de Motociclismo de 2000
El Gran Premio de Australia de Motociclismo de 2000 fue la decimosexta prueba del Campeonato del Mundo de Motociclismo de 2000. Tuvo lugar en el fin de semana del 27 al 29 de octubre de 2000 en el Circuito de Phillip Island, situado en Phillip Island, Australia. La carrera de 500cc fue ganada por Max Biaggi, seguido de Loris Capirossi y Valentino Rossi. Olivier Jacque ganó la prueba de 250cc, por delante de Shinya Nakano y Daijiro Kato. La carrera de 125cc fue ganada por Masao Azuma, Youichi Ui fue segundo y Noboru Ueda tercero.

## Resultados 500cc
| Pos. | N.º | Piloto              | Constructor | Vueltas | Tiempo      | Parrilla | Pts. |
| ---- | --- | ------------------- | ----------- | ------- | ----------- | -------- | ---- |
| 1    | 4   | Max Biaggi          | Yamaha      | 27      | 42:29.792   | 12       | 25   |
| 2    | 65  | Loris Capirossi     | Honda       | 27      | +0.182      | 5        | 20   |
| 3    | 46  | Valentino Rossi     | Honda       | 27      | +0.288      | 8        | 16   |
| 4    | 10  | Alex Barros         | Honda       | 27      | +0.426      | 2        | 13   |
| 5    | 24  | Garry McCoy         | Yamaha      | 27      | +1.885      | 6        | 11   |
| 6    | 6   | Norick Abe          | Yamaha      | 27      | +3.818      | 11       | 10   |
| 7    | 2   | Kenny Roberts, Jr.  | Suzuki      | 27      | +3.846      | 4        | 9    |
| 8    | 99  | Jeremy McWilliams   | Aprilia     | 27      | +3.878      | 1        | 8    |
| 9    | 8   | Tadayuki Okada      | Honda       | 27      | +4.308      | 10       | 7    |
| 10   | 9   | Nobuatsu Aoki       | Suzuki      | 27      | +12.582     | 13       | 6    |
| 11   | 55  | Régis Laconi        | Yamaha      | 27      | +15.939     | 3        | 5    |
| 12   | 17  | Jurgen vd Goorbergh | TSR-Honda   | 27      | +40.420     | 17       | 4    |
| 13   | 56  | Tekkyu Kayoh        | Honda       | 27      | +1:06.159   | 15       | 3    |
| 14   | 31  | Tetsuya Harada      | Aprilia     | 27      | +1:15.267   | 19       | 2    |
| 15   | 15  | Yoshiteru Konishi   | TSR-Honda   | 26      | +1 Vuelta   | 18       | 1    |
| Ret  | 5   | Sete Gibernau       | Honda       | 20      | Retirado    | 14       |      |
| Ret  | 7   | Carlos Checa        | Yamaha      | 10      | Accidente   | 7        |      |
| Ret  | 68  | Mark Willis         | Modenas     | 7       | Retirado    | 16       |      |
| Ret  | 33  | David Tomás         | Honda       | 6       | Retirado    | 20       |      |
| Ret  | 1   | Àlex Crivillé       | Honda       | 3       | Accidente   | 9        |      |
| DNQ  | 36  | Stephen Briggs      | BSL         |         | No calificó |          |      |
| DNQ  | 25  | José Luis Cardoso   | Honda       |         | No calificó |          |      |

- Pole position: Jeremy McWilliams, 1:32.552
- Vuelta Rápida: Max Biaggi, 1:33.320

## Resultados 250cc
| Pos. | N.º | Piloto             | Constructor | Vueltas | Tiempo      | Parrilla | Pts. |
| ---- | --- | ------------------ | ----------- | ------- | ----------- | -------- | ---- |
| 1    | 19  | Olivier Jacque     | Yamaha      | 25      | 39:19.795   | 2        | 25   |
| 2    | 56  | Shinya Nakano      | Yamaha      | 25      | +0.014      | 1        | 20   |
| 3    | 74  | Daijirō Katō       | Honda       | 25      | +14.525     | 3        | 16   |
| 4    | 6   | Ralf Waldmann      | Aprilia     | 25      | +14.556     | 5        | 13   |
| 5    | 35  | Marco Melandri     | Aprilia     | 25      | +30.945     | 4        | 11   |
| 6    | 4   | Tohru Ukawa        | Honda       | 25      | +49.942     | 6        | 10   |
| 7    | 14  | Anthony West       | Honda       | 25      | +59.116     | 15       | 9    |
| 8    | 24  | Jason Vincent      | Aprilia     | 25      | +59.170     | 9        | 8    |
| 9    | 10  | Fonsi Nieto        | Yamaha      | 25      | +59.563     | 8        | 7    |
| 10   | 44  | Roberto Rolfo      | Aprilia     | 25      | +59.588     | 17       | 6    |
| 11   | 9   | Sebastián Porto    | Yamaha      | 25      | +59.677     | 10       | 5    |
| 12   | 8   | Naoki Matsudo      | Yamaha      | 25      | +59.692     | 23       | 4    |
| 13   | 25  | Vincent Philippe   | TSR-Honda   | 25      | +1:08.252   | 19       | 3    |
| 14   | 23  | Julien Allemand    | Yamaha      | 25      | +1:11.768   | 12       | 2    |
| 15   | 37  | Luca Boscoscuro    | Aprilia     | 25      | +1:20.888   | 20       | 1    |
| 16   | 11  | Ivan Clementi      | Aprilia     | 25      | +1:20.965   | 28       |      |
| 17   | 16  | Johan Stigefelt    | TSR-Honda   | 25      | +1:21.234   | 18       |      |
| 18   | 30  | Alex Debón         | Aprilia     | 25      | +1:24.803   | 7        |      |
| 19   | 18  | Shahrol Yuzy       | Yamaha      | 25      | +1:33.561   | 13       |      |
| 20   | 42  | David Checa        | TSR-Honda   | 25      | +1:33.618   | 11       |      |
| 21   | 31  | Lucas Oliver Bultó | Yamaha      | 25      | +1:36.630   | 24       |      |
| 22   | 41  | Jarno Janssen      | TSR-Honda   | 24      | +1 Vuelta   | 22       |      |
| Ret  | 91  | Shaun Geronimi     | Yamaha      | 19      | Retirado    | 26       |      |
| Ret  | 22  | Sébastien Gimbert  | TSR-Honda   | 8       | Retirado    | 25       |      |
| Ret  | 93  | Terry Carter       | Yamaha      | 5       | Retirado    | 30       |      |
| Ret  | 15  | Adrian Coates      | Aprilia     | 3       | Accidente   | 14       |      |
| Ret  | 20  | Jerónimo Vidal     | Aprilia     | 3       | Retirado    | 21       |      |
| DNS  | 21  | Franco Battaini    | Aprilia     |         | No corrió   | 16       |      |
| DNS  | 77  | Jamie Robinson     | Aprilia     |         | No corrió   | 27       |      |
| DNS  | 26  | Klaus Nöhles       | Aprilia     |         | No corrió   | 29       |      |
| DNQ  | 92  | Jason Boyle        | Honda       |         | No calificó |          |      |
| DNQ  | 94  | Steven Torresi     | Yamaha      |         | No calificó |          |      |

- Pole position: Shinya Nakano, 1:33.713
- Vuelta Rápida: Olivier Jacque, 1:33.784

## Resultados 125cc
| Pos. | N.º | Piloto             | Constructor | Vueltas | Tiempo    | Parrilla | Pts. |
| ---- | --- | ------------------ | ----------- | ------- | --------- | -------- | ---- |
| 1    | 3   | Masao Azuma        | Honda       | 23      | 38:15.366 | 5        | 25   |
| 2    | 41  | Youichi Ui         | Derbi       | 23      | +0.622    | 2        | 20   |
| 3    | 5   | Noboru Ueda        | Honda       | 23      | +4.088    | 7        | 16   |
| 4    | 1   | Emilio Alzamora    | Honda       | 23      | +4.170    | 9        | 13   |
| 5    | 54  | Manuel Poggiali    | Derbi       | 23      | +5.697    | 12       | 11   |
| 6    | 15  | Alex De Angelis    | Honda       | 23      | +15.596   | 13       | 10   |
| 7    | 17  | Steve Jenkner      | Honda       | 23      | +15.597   | 14       | 9    |
| 8    | 26  | Ivan Goi           | Honda       | 23      | +23.402   | 15       | 8    |
| 9    | 23  | Gino Borsoi        | Aprilia     | 23      | +32.204   | 11       | 7    |
| 10   | 16  | Simone Sanna       | Aprilia     | 23      | +33.961   | 6        | 6    |
| 11   | 29  | Ángel Nieto Jr     | Honda       | 23      | +42.276   | 16       | 5    |
| 12   | 18  | Toni Elías         | Honda       | 23      | +42.378   | 18       | 4    |
| 13   | 12  | Randy de Puniet    | Aprilia     | 23      | +42.700   | 20       | 3    |
| 14   | 22  | Pablo Nieto        | Derbi       | 23      | +43.206   | 10       | 2    |
| 15   | 39  | Jaroslav Huleš     | Aprilia     | 23      | +1:07.361 | 21       | 1    |
| 16   | 35  | Reinhard Stolz     | Honda       | 23      | +1:19.126 | 22       |      |
| 17   | 24  | Leon Haslam        | Italjet     | 23      | +1:24.320 | 27       |      |
| 18   | 92  | Joshua Brookes     | Honda       | 23      | +1:35.650 | 19       |      |
| 19   | 34  | Eric Bataille      | Honda       | 23      | +1:38.754 | 24       |      |
| 20   | 33  | Stefano Bianco     | Honda       | 22      | +1 Vuelta | 29       |      |
| Ret  | 91  | Jay Taylor         | Honda       | 20      |           | 28       |      |
| Ret  | 53  | William De Angelis | Aprilia     | 18      |           | 26       |      |
| Ret  | 21  | Arnaud Vincent     | Aprilia     | 17      |           | 8        |      |
| Ret  | 9   | Lucio Cecchinello  | Honda       | 15      |           | 4        |      |
| Ret  | 94  | Michael Teniswood  | Honda       | 15      |           | 25       |      |
| Ret  | 67  | Marco Tresoldi     | Italjet     | 14      |           | 23       |      |
| Ret  | 11  | Max Sabbatani      | Honda       | 10      |           | 17       |      |
| Ret  | 4   | Roberto Locatelli  | Aprilia     | 6       |           | 1        |      |
| Ret  | 8   | Gianluigi Scalvini | Aprilia     | 2       |           | 3        |      |

- Pole position: Roberto Locatelli, 1:38.296
- Vuelta Rápida: Masao Azuma, 1:38.877